# Verpa (schimmel)
Verpa is een geslacht van schimmels uit de familie Morchellaceae. De wetenschappelijke naam werd in 1815 gepubliceerd door Olof Peter Swartz.

## Kenmerken
De vruchtlichamen zijn langstelige, holle apothecia, waarvan het kopgedeelte glad of hersenachtig kan zijn. In tegenstelling tot de verwante morieljes heeft Verpa geen steriele ribben. Het kopstuk zit alleen vast aan het puntje van de steel en hangt vrij aan de rand. Afhankelijk van de soort bevatten de asci twee tot acht sporen, deze zijn ongeveer 20 tot 25 µm lang, glad, breed ellipsvormig en hebben aan de uiteinden kleine korrels.
Verpa komt van het Latijnse woord voor erectie of staafje (ook een vulgariteit voor fallus). De eetbaarheid is hetzelfde als die van Morchella en de soorten zijn eetbaar als ze worden gekookt. 
Analyse van ribosomaal DNA toonde aan dat Verpa nauw verwant is aan Morchella en Disciotis. Zo zijn de drie geslachten nu opgenomen in de familie Morchellaceae.

## Soorten
volgens Index Fungorum telt het geslacht negen soorten (peildatum februari 2023):
| Soortnaam                   | Auteur(s)            | Publicatiejaar |
| --------------------------- | -------------------- | -------------- |
| Verpa bohemica              | (Krombh.) J. Schröt. | 1893           |
| Verpa chicoensis            | Copel.               | 1904           |
| Verpa conica (Vingerhoedje) | (O.F. Müll.) Sw.     | 1815           |
| Verpa digitaliformis        | Pers.                | 1822           |
| Verpa formosana             | Kobayasi             | 1983           |
| Verpa helvelloides          | Krombh.              | 1831           |
| Verpa krombholzii           | Corda                | 1828           |
| Verpa perpusilla            | Rehm                 | 1909           |
| Verpa speciosa              | Vittad.              | 1835           |